# Muongo
Muongo (Morro Muongo) ist ein Hügel auf São Tomé im Inselstaat São Tomé und Príncipe.

## Geographie
Der Muongo ist ein Ausläufer der zentralen Bergkette im Norden der Insel, nördlich von Batepá und östlich von Novo Destino. Der Berg hat mit 502 m eine verhältnismäßig große Schartenhöhe im Verhältnis zu dem nach Süden ansteigenden Bergmassiv. Im Südwesten ist der nächste namhafte Berg der São Pedro.